# 11897 Lemaire
A 11897 Lemaire (ideiglenes jelöléssel 1991 GC7) a Naprendszer kisbolygóövében található aszteroida. Eric Walter Elst fedezte fel 1991. április 8-án.